# Czech Hockey Games
De Czech Hockey Games is een IJshockeytoernooi dat in principe bestaat uit vier Europese landenteams en dat vanaf september 1994 bijna jaarlijks in Tsjechië wordt gespeeld in het kader van de Euro Hockey Tour. Vaak worden enkele wedstrijden buiten Tsjechië gespeeld. Het deelnemersveld bestaat vanaf de vierde editie uit de Europese landen van de Big Six.
Het toernooi wordt in de jaren van de Olympische Winterspelen soms verplaatst of helemaal niet gespeeld. Het krijgt sinds de start van de Euro Hockey Challenge in 2011 zodanige concurrentie van dat toernooi dat sommige wedstrijden voor beide toernooien meetellen en in de periode 2014-16 geen toernooien van de Czech Hockey Games gespeeld zijn. 

## Namen van het toernooi
- 1994-1997 - Pragobanka Cup
- 1998-2007 - Česká pojištovna Cup
- 2008-2011 - Czech Hockey Games
- 2012-2013 - KAJOTbet Hockey Games
- 2017-nu   - Czech Hockey Games

## Overzicht van de eindstanden
| Editie | Seizoen | Periode                 | Locatie                    | Goud          | Zilver        | Brons         | Nr. 4         |
| ------ | ------- | ----------------------- | -------------------------- | ------------- | ------------- | ------------- | ------------- |
| 1.     | 1994/95 | september 1994          | Zlín                       | Tsjechië      | Rusland       | Zweden        | Slowakije     |
| 2.     | 1995/96 | augustus/september 1995 | Zlín                       | Tsjechië      | Zweden        | Slowakije     | Rusland       |
| 3.     | 1996/97 | augustus 1996           | Zlín Turku                 | Finland       | Zweden        | Tsjechië      | —             |
| 4.     | 1997/98 | augustus 1997           | Zlín                       | Tsjechië      | Finland       | Rusland       | Zweden        |
| 5.     | 1998/99 | september 1998          | Zlín                       | Zweden        | Finland       | Tsjechië      | Rusland       |
| 6.     | 1999/00 | september 1999          | Zlín                       | Tsjechië      | Finland       | Zweden        | Rusland       |
| 7.     | 2000/01 | augustus/september 2000 | Zlín                       | Finland       | Zweden        | Tsjechië      | Rusland       |
| 8.     | 2001/02 | september 2001          | Zlín Helsinki              | Finland       | Rusland       | Zweden        | Tsjechië      |
| 9.     | 2002/03 | september 2002          | Zlín Karlstad              | Rusland       | Tsjechië      | Zweden        | Finland       |
| 10.    | 2003/04 | september 2003          | Pardubice Helsinki         | Finland       | Zweden        | Rusland       | Tsjechië      |
| 11.    | 2004/05 | niet gespeeld           | niet gespeeld              | niet gespeeld | niet gespeeld | niet gespeeld | niet gespeeld |
| 12.    | 2005/06 | september 2005          | Liberec Sint-Petersburg    | Zweden        | Rusland       | Tsjechië      | Finland       |
| 13.    | 2006/07 | augustus/september 2006 | Liberec Linköping          | Rusland       | Finland       | Zweden        | Tsjechië      |
| 14.    | 2007/08 | april 2008              | Liberec Moskou             | Rusland       | Tsjechië      | Finland       | Zweden        |
| 15.    | 2008/09 | april 2009              | Liberec Tampere            | Rusland       | Tsjechië      | Finland       | Zweden        |
| 16.    | 2009/10 | september 2009          | Karlovy Vary Podolsk       | Tsjechië      | Rusland       | Finland       | Zweden        |
| 17.    | 2010/11 | april 2011              | Brno Malmö                 | Tsjechië      | Rusland       | Finland       | Zweden        |
| 18.    | 2011/12 | april 2012              | Brno Sint-Petersburg       | Finland       | Tsjechië      | Rusland       | Zweden        |
| 19.    | 2012/13 | april 2013              | Brno Jönköping             | Zweden        | Rusland       | Tsjechië      | Finland       |
| 20.    | 2013/14 | augustus/september 2013 | Pardubice Sint-Petersburg  | Finland       | Rusland       | Zweden        | Tsjechië      |
| 21.    | 2016/17 | april 2017              | České Budějovice Stockholm | Tsjechië      | Finland       | Rusland       | Zweden        |
| 22.    | 2017/18 | april 2018              | Pardubice Jaroslavl        | Tsjechië      | Finland       | Zweden        | Rusland       |

## Ranglijst van de toernooiwinsten
| Land     | Aantal | Jaren                                                |
| -------- | ------ | ---------------------------------------------------- |
| Tsjechië | 7x     | 1994, 1995, 1997, 1999, 2009 (september), 2011, 2017 |
| Finland  | 6x     | 1996, 2000, 2001, 2003, 2012, 2013 (september)       |
| Rusland  | 4x     | 2002, 2006, 2008, 2009 (april)                       |
| Zweden   | 3x     | 1998, 2005, 2013 (april)                             |